# Conquista aragonese di Maiorca
La conquista aragonese di Maiorca fu una crociata comandata da Giacomo I di Aragona e diretta contro l'isola di Maiorca, al tempo sotto il dominio degli Almohadi e nota come Al-Mayūrqa, che ebbe luogo fra il 1229 e il 1231.

## La conquista
Il 5 settembre del 1229 la spedizione catalana salpò da Salou, Cambrils e Tarragona. Durante il tragitto la flotta fu coinvolta in un forte tempesta ma arrivò senza gravi danni a Maiorca tra il 7 e l'8 dello stesso mese. Il 12 di settembre gli aragonesi sconfissero i mori nella battaglia di Portopì mentre il 31 dicembre conquistarono dopo un assedio Madina Mayurqa.
Dopo la presa di Madîna Mayûrqa le forze musulmane si rifugiarono verso le montagne prendendo posizione nei castelli di: Alaró, Pollença e Santueri e nella Sierra de Tramontana.
Nel novembre del 1230 Giacomo tornò per un breve periodo in Catalogna per fare poi ritorno a Maiorca nel 1231 dove sconfisse nuovamente i mori costringendoli alla resa.

## Conseguenze
Dopo la conquista aragonese i mori fuggirono in Africa, a Minorca o furono schiavizzati mentre a Maiorca giunsero coloni provenienti da Empordà, Barcellona e Rosselló.